# Équipe cycliste Aurum Hotels
Pour les articles homonymes, voir Aurum.
L'équipe cycliste Aurum Hotels, anciennement connue sous les noms de Cantina Tollo, Acqua & Sapone, Domina Vacanze et Naturino-Sapore di Mare, est une équipe masculine italienne de cyclisme sur route. Active entre 1996 et 2007, elle court sous licence slovène en 1996 et suisse en 2005.
De 2002 à 2004, elle compte dans ses rangs le sprinteur italien Mario Cipollini, vainqueur avec l'équipe de Milan-San Remo en 2002 et de huit étapes du Tour d'Italie. La formation a également remporté le Tour de Lombardie 2001 avec Danilo Di Luca.
Elle ne doit pas être confondue avec l'équipe Domina Vacanze active en 2005, ni avec l'équipe Acqua & Sapone active entre 2004 et 2012.

## Histoire de l'équipe

### Cantina Tollo
L'équipe est basée à Porto Sant'Elpidio et est dirigée par l'ancien coureur amateur Vincenzino Santoni. Elle devient une équipe professionnelle en 1996 sous le nom de Cantina Tollo-CoBo, avec une licence slovène. Au cours de la première année d'activité, l'équipe lance plusieurs néo-professionnels, dont Marco Antonio Di Renzo (qui remporte une étape du Tour d'Espagne cette saison), Massimiliano Gentili, Paolo Valoti et Martin Hvastija, associé à des coureurs expérimentés dont Giuseppe Petito. En 1997, la formation acquiert une licence italienne et est invitée pour la première fois au Tour d'Italie. En 1998, l'équipe, également sponsorisée par Alexia Aluminium, est renforcée par les arrivées de l'Ukrainien Serhiy Honchar, médaillé d'argent du contre-la-montre aux championnats du monde 1997 de Saint-Sébastien, ainsi que de Massimo Strazzer et Luca Mazzanti. Avec la division des équipes en trois divisions voulue par l'UCI, Cantina Tollo est admise parmi les 22 formations de la première division. Honchar s'illustre en remportant le contre-la-montre du Tour d'Italie à Lugano donnant à l'équipe sa première victoire sur le Giro.
En 1999, l'équipe recrute le néo-professionnel Danilo Di Luca, vainqueur du Baby Giro 1998, le sprinteur Nicola Minali et le grimpeur Roberto Sgambelluri. La même année, la formation est invitée pour la première fois sur le Tour de France, une course dans laquelle elle parvient à remporter une étape avec Gianpaolo Mondini. En trois ans sous le maillot Cantina Tollo, Di Luca se démarque avec la deuxième place du Tour de Lombardie 1999, deux étapes du Tour d'Italie en 2000 et 2001, et avec le prestigieux succès du Tour de Lombardie 2001 devant Giuliano Figueras et Michael Boogerd.

### Acqua & Sapone et Domina Vacanze

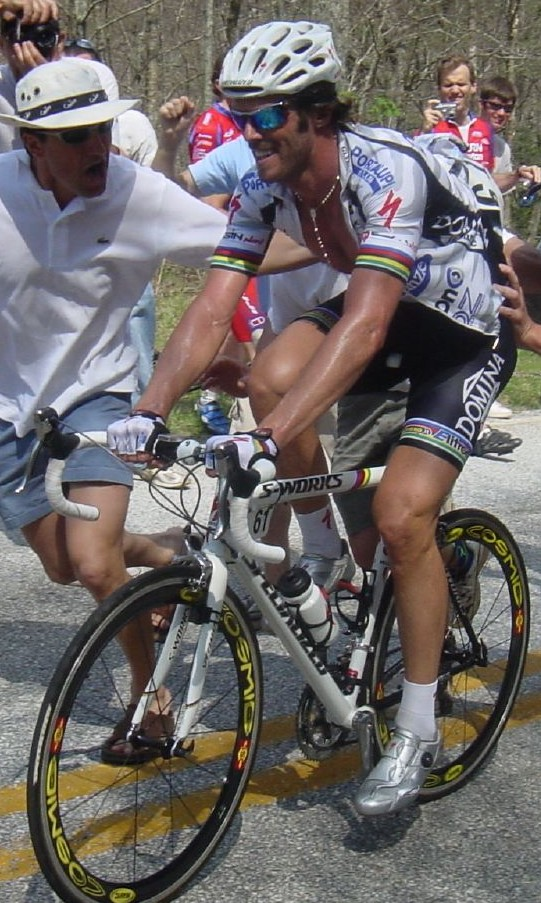
Mario Cipollini au Tour de Géorgie 2004

En 2002, avec l'arrivée du nouveau sponsor, Acqua & Sapone (déjà co-sponsor l'année précédente), les couleurs zébrées noires et blanches sont adoptées. La principale nouveauté, cependant, est l'arrivée dans l'équipe du puissant sprinteur Mario Cipollini,  en provenance de la Saeco. Au cours de cette année, il remporte Milan-San Remo, six étapes du Tour d'Italie et trois du Tour d'Espagne. En fin de saison, il devient champion du monde à Zolder. À la fin de l'année, Marco Pantani est également contacté par Santoni mais, malgré un accord, sa venue est annulée en raison de problèmes de droits à l'image.
Pour la saison 2003, le nouveau sponsor est Domina Vacanze d'Ernesto Preatoni (Acqua & Sapone reviendra au cyclisme entre 2004 et 2012 avec une nouvelle équipe dirigée par Palmiro Masciarelli). En mai, Cipollini, après deux victoires sur Tirreno-Adriatico, parvient à dépasser le record absolu de victoires d'étape (41) sur le Tour d'Italie  détenu par Alfredo Binda, en remportant deux nouvelles étapes (41e et 42e), les dernières de sa carrière. La 42e victoire intervient le jour de la non-invitation de Domina Vacanze de la liste des 22 équipes invitées par Amaury Sport Organisation sur le Tour de France 2003.
En 2004, l'équipe est inscrite dans le deuxième niveau d'équipes professionnelles. Elle est néanmoins invitée au Tour de France en juillet. Cipollini, qui n'obtient que deux victoires mineures cette saison, est impliqué dans plusieurs chutes et se retire au début de la sixième étape. Durant le Tour un épisode implique Filippo Simeoni et le quintuple vainqueur de l'époque Lance Armstrong. Simeoni qui a essayé de partir au sein d'une échappée, est en fait rejoint par Armstrong, qui lui fait comprendre qu'il ne laisserait pas partir. L'Italien, est en fait un personnage malvenu en tant que témoin au procès du controversé docteur Michele Ferrari, entraîneur du cycliste américain, accusé de dopage,. Les principaux succès saisonniers de l'équipe sont obtenus par Michele Scarponi, 25 ans, vainqueur de la Semaine cycliste lombarde et de Course de la Paix et placé dans les dix premiers de la Flèche wallonne et de Liège-Bastogne-Liège.
Fin 2004, en raison de « manquements contractuels », Domina Vacanze quitte l'équipe de Santoni pour rejoindre l'UCI ProTour, la nouvelle première division du cyclisme mondial. Il s'associe à la formation De Nardi dirigée par Gianluigi Stanga, pour former l'équipe Domina Vacanze-De Nardi. Le directeur général Santoni donne mandat à son avocat pour poursuivre la société de Preatoni, mais les litiges sont clos le 13 décembre par un communiqué commun entre les deux parties. Avec le départ du sponsor Domina Vacanze, le budget est réduit et l'équipe laisse partir Mario Cipollini chez la nouvelle formation Liquigas-Bianchi, tandis que Michele Scarponi signe chez Liberty Seguros-Würth.

### Naturino et Aurum Hotels

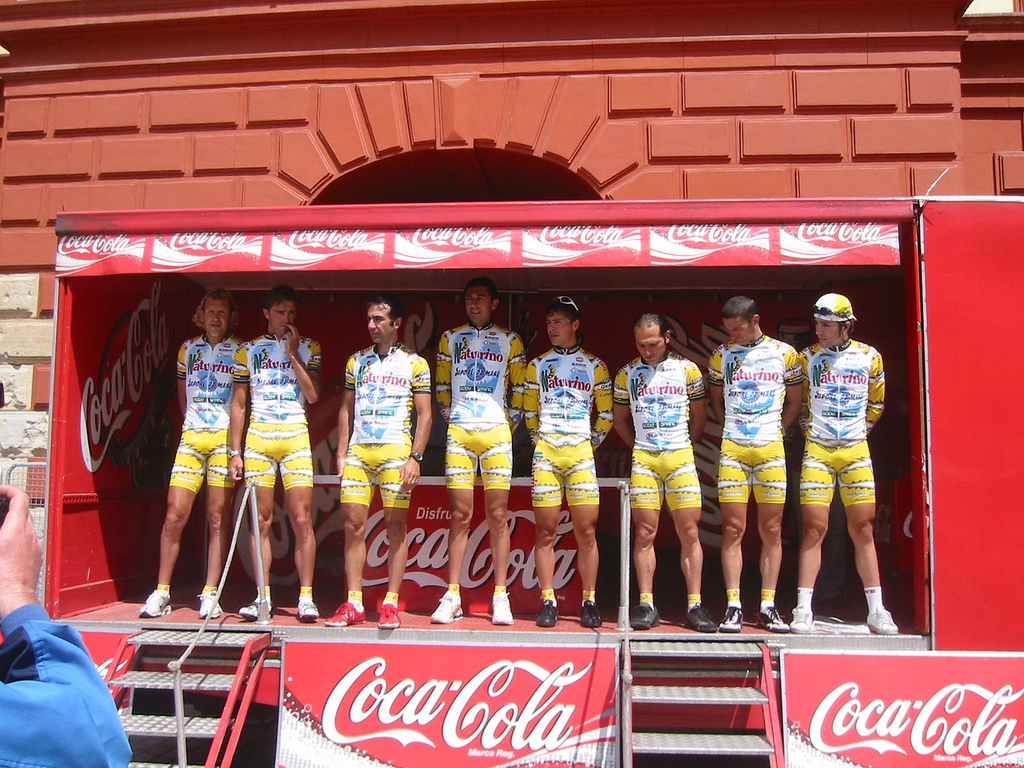
L'équipe Naturino-Sapore di Mare lors de la Bicyclette basque 2005

Fin 2004, l'équipe de Santoni prend pendant quelques jours le nom d'Elitron-Portalupi Salumi, deux sponsors secondaires de l'ancienne équipe, avant l'arrivée en décembre de nouveaux sponsors importants, majoritairement de la province de Macerata, avec la marque de chaussures pour enfants Naturino (propriété de la société Falc basée à Civitanova Marche), ainsi que de Sapore di Mare, qui commercialise des produits pour la pêche et de la province de Macerata elle même. Bien qu'avec une grande influence dans la région des Marches, la licence UCI de l'équipe est suisse et la nouvelle société responsable, Blue Sea Services LLC, est basée à Lugano. Pour la nouvelle saison, Francesco Casagrande, deuxième du Tour d'Italie 2000, est recruté.
2005 est l'année du lancement du circuit UCI ProTour. Malgré les espoirs de la formation, l'Union cycliste internationale n'attribue pas à l'équipe une des 20 licences pour participer à la nouvelle première division, la "reléguant" en catégorie continentale professionnelle. Elle doit donc passer par des invitations pour participer aux grandes courses. Dans les mois suivants, le sprinteur brésilien Murilo Fischer, vainqueur de plusieurs classiques italiennes comme le Grand Prix Bruno Beghelli et le Tour du Piémont, remporte le classement individuel de l'UCI Europe Tour. Pour la saison 2006, le siège de l'équipe retourne à Porto Sant'Elpidio. Seul le succès de Sergio Marinangeli au Grand Prix Bruno Beghelli est notable au cours de cette saison
Fin 2006, le nouveau sponsor principal de l'équipe devient la chaîne hôtelière tyrrhénienne Aurum Hotels. L'expérience de la nouvelle équipe, encore réduite et inscrite aux courses UCI avec une licence continentale (la troisième division du cyclisme), ne dure même pas une saison. Après les deux victoires de Luca Ascani au Tour des Abruzzes et au championnat d'Italie du contre-la-montre (par la suite annulé pour dopage), en juillet 2007 l'équipe est en fait suspendue par la Fédération italienne de cyclisme pour non-respect du paiement des salaires. En août, le tribunal de Fermo demande même la saisie des actifs de Blue Sea Services, la société de gestion de l'équipe. L'équipe est finalement dissoute.

## L'équipe et le dopage
En août 1998, Gilberto Simoni et Andrea Dolci sont exclus du Tour du Portugal car ils ont un hématocrite supérieur à celui autorisé, indiquant une possible utilisation d'EPO, une substance interdite,. Le mois suivant, c'est au tour de Marco Magnani d'être interdit de départ de Paris-Bruxelles pour la même raison.
En juin 2001, la police italienne fait une descente dans les hôtels de coureurs à San Remo dans la soirée après la 17e étape du Tour d'Italie. De nombreuses substances interdites sont trouvées. La liste des mises en accusation comprend 51 noms, dont Alessandro Spezialetti. Il n'est finalement pas poursuivi. En 2008, il est suspendu trois mois dans le cadre de l'affaire Oil for Drugs remontant à la saison 2004.
En mars 2005 et en avril 2007, Sergio Marinangeli est interdit de courir pendant 15 jours en raison d'un hématocrite trop élevé. 
En juin 2007, Luca Ascani est contrôlé positif à l'EPO au championnat d'Italie du contre-la-montre qu'il remporte. Il est suspendu deux ans, mais fait appel de la sanction auprès du Comité olympique italien qui le rejette. En février 2009, le Tribunal arbitral du sport confirme la suspension de deux ans imposée par l'Autorité olympique italienne, mais reporte le début de l'interdiction au 4 août 2007 au lieu du 27 février 2008.
En février 2013, la Gazzetta dello Sport révèle des preuves de la connexion entre Mario Cipollini et le sulfureux Docteur Eufemiano Fuentes via le nom de code "Maria". Les transfusions ont coïncidé avec certaines des victoires notables du sprinteur lors des saisons 2001 à 2004,. 
En juillet 2013, à la suite de la publication d'un rapport antidopage du Sénat français et de son annexe présentant les résultats des échantillons retestés de 2004, l'un des tests révèle que Bo Hamburger était positif à l'EPO lors du Tour de France 1999,,.

## Principales victoires

### Compétitions internationales
Championnats du monde
- Course en ligne : 1
  - 2002 (Mario Cipollini)

### Courses d'un jour

#### Classiques
En gras les victoires sur les classiques « Monuments » :
- Tour des Abruzzes : 1999 (Alessandro Baronti)
- Scandinavian Open Time Trial : 1999 (Marcus Ljungqvist)
- Grand Prix de l'industrie et du commerce de Prato : 1999 (Alessandro Baronti), 2005 (Murilo Fischer)
- Circuit des bords flamands de l'Escaut : 2000 (Gianpaolo Mondini)
- Giro d'Oro : 2000 (Alessandro Baronti)
- Grand Prix de l'industrie et de l'artisanat de Larciano : 2000 (Danilo Di Luca)
- Trofeo Pantalica : 2000 (Danilo Di Luca), 2003 (Miguel Ángel Martín Perdiguero)
- Tour de Lombardie : 2001 (Danilo Di Luca)
- Milan-San Remo : 2002 (Mario Cipollini)
- Gand-Wevelgem : 2002 (Mario Cipollini)
- Tour de la province de Reggio de Calabre : 2004 (Andris Naudužs)
- Tour du Stausee : 2004 (Andris Naudužs)
- Grand Prix de la ville de Rennes : 2004 (Murilo Fischer)
- Trophée de la ville de Castelfidardo : 2005 (Murilo Fischer)
- Grand Prix Bruno Beghelli : 2005 (Murilo Fischer), 2006 (Sergio Marinangeli)
- Mémorial Cimurri : 2005 (Murilo Fischer)
- Tour du Piémont : 2005 (Murilo Fischer)

### Courses par étapes
- Tour des Abruzzes : 1999 (Cristian Gasperoni), 2001, 2003 (Danilo Di Luca), 2007 (Luca Ascani)
- Brixia Tour : 2003 (Martin Derganc)
- Semaine cycliste lombarde : 2004 (Michele Scarponi)
- Course de la Paix : 2004 (Michele Scarponi)
- Circuit de Lorraine : 2005 (Andris Naudužs)

### Championnats nationaux
- Championnats d'Italie sur route : 1
  - Contre-la-montre : 2003 (Gianpaolo Mondini)
- Championnats de Russie sur route : 1
  - Course en ligne : 2004 (Aleksandr Kolobnev)
- Championnats de Suède sur route : 1
  - Course en ligne : 1998 (Martin Rittsel)
- Championnats d'Ukraine sur route : 2
  - Course en ligne : 2001 (Kyrylo Pospyeyev)
  - Contre-la-montre : 1998 (Serhiy Honchar)

## Résultats sur les grands tours
- Tour d'Italie
  - 8 participations (1997, 1998, 1999, 2000, 2001, 2002, 2003, 2004)
  - 13 victoires d'étapes
    - 1 en 1998 : Serhiy Honchar
    - 1 en 2000 : Danilo Di Luca
    - 1 en 2001 : Danilo Di Luca
    - 7 en 2002 : Mario Cipollini (6), Giovanni Lombardi
    - 3 en 2003 : Mario Cipollini (2), Giovanni Lombardi

  - 1 classement annexe : 1
    - Classement par points : 2002 (Mario Cipollini)

- Tour de France :
  - 2 participations (1999, 2004)
  - 1 victoire d'étape
    - 1 en 1999 : Gianpaolo Mondini

  - 0 classement annexe

- Tour d'Espagne
  - 7 participations (1996, 1997, 1998, 2000, 2001, 2002, 2003)
  - 9 victoires d'étapes
    - 1 en 1996 : Marco Antonio Di Renzo
    - 1 en 2000 : Paolo Bossoni
    - 2 en 2001 : Filippo Simeoni, Guido Trenti
    - 4 en 2002 : Mario Cipollini (3), Giovanni Lombardi
    - 1 en 2003 : Filippo Simeoni

  - 0 classement annexe

## Classements UCI
De 1999 à 2004, l'équipe est classée alternativement parmi les Groupes Sportifs I, puis Groupes Sportifs II.
| Saison | Division | Classement par équipes | Meilleur coureur au classement individuel |
| ------ | -------- | ---------------------- | ----------------------------------------- |
| 1996   | -        | 25e                    | Massimiliano Gentili (138e)               |
| 1997   | -        | 28e                    | Uwe Peschel (137e)                        |
| 1998   | -        | 20e                    | Serhiy Honchar (46e)                      |
| 1999   | GSI      | 21e                    | Roberto Sgambelluri (62e)                 |
| 2000   | GSII     | 3e                     | Danilo Di Luca (56e)                      |
| 2001   | GSII     | 5e                     | Danilo Di Luca (32e)                      |
| 2002   | GSI      | 19e                    | Mario Cipollini (5e)                      |
| 2003   | GSI      | 16e                    | Miguel Ángel Martín Perdiguero (66e)      |
| 2004   | GSII     | 2e                     | Michele Scarponi (58e)                    |

À partir de 2005, l'équipe participe aux circuits continentaux et principalement à l'UCI Europe Tour. Les tableaux ci-dessous présentent les classements de l'équipe sur les différents circuits, ainsi que son meilleur coureur au classement individuel.
UCI America Tour
| Saison | Classement par équipes | Meilleur coureur au classement individuel |
| ------ | ---------------------- | ----------------------------------------- |
| 2005   | 7e                     | Murilo Fischer (13e)                      |

UCI Asia Tour
| Saison | Classement par équipes | Meilleur coureur au classement individuel |
| ------ | ---------------------- | ----------------------------------------- |
| 2005   | 9e                     | Valerio Agnoli (26e)                      |
| 2006   | 20e                    | Stefan Cohnen (82e)                       |

UCI Europe Tour
| Saison | Classement par équipes | Meilleur coureur au classement individuel |
| ------ | ---------------------- | ----------------------------------------- |
| 2005   | 5e                     | Murilo Fischer (1er)                      |
| 2006   | 20e                    | Sergio Marinangeli (36e)                  |
| 2007   | NC                     | NC                                        |

## Aurum Hotels en 2007
| Cycliste             | Date de naissance | Nationalité | Équipe 2006             |
| -------------------- | ----------------- | ----------- | ----------------------- |
| Valerio Agnoli       | 06/01/1985        | Italie      | Naturino-Sapore di Mare |
| Luca Ascani          | 29/06/1983        | Italie      | Naturino-Sapore di Mare |
| Stefan Cohnen        | 04/12/1982        | Pays-Bas    | Naturino-Sapore di Mare |
| Gabriele Colombo     | 11/05/1972        | Italie      | Naturino-Sapore di Mare |
| Paul Crake           | 29/07/1974        | Italie      | Naturino-Sapore di Mare |
| Marco Fabbri         | 24/11/1986        | Italie      | Néo-professionnel       |
| Massimiliano Gentili | 16/09/1971        | Italie      | Naturino-Sapore di Mare |
| Leonardo Giordani    | 27/05/1977        | Italie      | Naturino-Sapore di Mare |
| Sergio Marinangeli   | 02/06/1980        | Italie      | Naturino-Sapore di Mare |
| Luca Pierfelici      | 03/09/1983        | Italie      | Naturino-Sapore di Mare |
| Antonio Quadranti    | 26/08/1980        | Italie      | Naturino-Sapore di Mare |
| Eddy Ratti           | 04/04/1977        | Italie      | Naturino-Sapore di Mare |
| Emanuele Rizza       | 08/02/1984        | Italie      | Naturino-Sapore di Mare |
| Luigi Sestili        | 09/07/1983        | Italie      | Naturino-Sapore di Mare |
| Filippo Simeoni      | 17/08/1971        | Italie      | Naturino-Sapore di Mare |
| Rino Zampilli        | 07/031984         | Italie      | Naturino-Sapore di Mare |